# شيري تشن
شيري تشن (بالإنجليزية: Sherry Chen)‏ هي سيدة أعمال جنوب أفريقية، ولدت في 15 ديسمبر 1955 في تايبيه في تايوان.